# Comté de Republic
Le comté de Republic est l’un des 105 comtés de l’État du Kansas, aux États-Unis, à la frontière avec le Nebraska. Il a été fondé le 27 février 1860.
Siège et plus grande ville : Belleville.

## Démographie

Pyramide des âges.

## Géolocalisation
| Comté de Nuckolls (Nebraska) | Comté de Thayer (Nebraska) | Comté de Jefferson (Nebraska) |
| Comté de Jewell              | Comté de Republic          | Comté de Washington           |
|                              | Comté de Cloud             |                               |